# Fritz Weidmann
Fritz Weidmann (* 18. Mai 1936 in Berlin; † 19. Juli 2023) war ein deutscher katholischer Theologe und Religionsdidaktiker.

## Leben
Weidmann besuchte die Volksschule in München. 1958 legte er am humanistische Gymnasium in München sein Abitur ab und studierte von 1958 bis 1964 Philosophie, Pädagogik, Psychologie und Theologie an der Ludwig-Maximilians-Universität München und an der Philosophisch-Theologischen Hochschule Freising. 1964 legte er die Erste, 1967 die zweite Staatsprüfung für den Schuldienst ab.
Von 1964 bis 1969 war er als Lehrer an Schulen bei Landshut und in München tätig. 1972 wurde er an der LMU München im Hauptfach Religionspädagogik, Katechetik und Kerygmatik mit einer Dissertation zum Thema „Das Gebet im Religionsunterricht. Möglichkeiten und Grenzen einer Gebetserziehung im schulischen Religionsunterricht“ zum Dr. theol. promoviert.
Ab 1969 war er Wissenschaftlicher Assistent sowie Studienrat und Oberstudienrat am Lehrstuhl für Katholische Religionspädagogik und Religionslehre an der Pädagogischen Hochschule Augsburg tätig. 1977 erfolgte die Ernennung zum Ordentlichen Professor für Katholische Theologie mit den Schwerpunkten Religionspädagogik, Didaktik des Religionsunterrichts und Religionspsychologie an der Erziehungswissenschaftlichen Hochschule Rheinland-Pfalz, Abteilung Koblenz, der heutigen Universität Koblenz-Landau. 1983 folgte er einem Ruf auf die Professur für Didaktik des Katholischen Religionsunterrichts und Religionspädagogik an der Universität Bayreuth. 1983 wurde Fritz Weidmann zum Ordinarius auf den Lehrstuhl für Didaktik des Katholischen Religionsunterrichts und Religionspädagogik an der Universität Augsburg berufen. Er war unter anderem Prodekan (1990–1992) und Dekan (1992–1994) der Katholisch-Theologischen Fakultät. 2004 wurde er emeritiert. Seit 1973 bis über die Emeritierung hinaus war Weidmann zudem als lehrbeauftragter Professor, ab 1983 als Honorarprofessor, für Praktische Theologie an der Philosophisch-Theologischen Hochschule Benediktbeuern tätig. 
Weidmann lebte in Unterhaching bei München.

## Wirken
Weidmann war Herausgeber und Mitautor mehrerer Schulbuchwerke und Lehrerhandbücher für den Religionsunterricht an Grund- und Hauptschulen in Bayern. In vielen Veröffentlichungen befasste er sich mit der Didaktik des Religionsunterrichts; sein seit 1979 mehrfach erschienenes Handbuch „Didaktik des Religionsunterrichts“ wurde ein Standardwerk. Er engagierte sich unter anderem in der gemeinsamen Kommission der Katholischen Kirche und des Instituts für Schulpädagogik zur Erarbeitung der curricularen Lehrpläne für den Katholischen Religionsunterricht am Bayerischen Staatsministerium für Unterricht und Kultus. 

## Ehrungen und Auszeichnungen
- Komturkreuz des Päpstlichen Silvesterordens (1988)
- Verdienstorden der Bundesrepublik Deutschland (Verdienstkreuz am Bande; 1993)
- Goldenes Lorbeer der Universität Ermland-Masuren 2008

## Werke (Auswahl)
- Das Gebet im Religionsunterricht. Möglichkeiten und Grenzen einer Gebetserziehung im schulischen Religionsunterricht (= Studien zur praktischen Theologie. Band 3). Benziger, Zürich/Einsiedeln/Köln 1973, ISBN 3-545-21503-2 (zugleich Dissertation, München 1972).
- Kreative Schüler. Beispiele kreativen Schülerverhaltens im Religionsunterricht aller Schulstufen (= Religionspädagogik. Theorie und Praxis. Band 28).  Benziger, Zürich/Einsiedeln/Köln 1974, ISBN 3-545-26110-7.
- Religionsunterricht, am Schüler orientiert. Aufgabe und Prinzip des Religionsunterrichts. Auer, Donauwörth 1978, ISBN 3-403-00804-5.
- mit Josef Hepp: Auf dem Weg zum Heil. Besinnungen und Texte zum Kirchenjahr. Auer, Donauwörth 1981, ISBN 3-403-01232-8.
- Leben mit Perspektive. Betrachtungen und Ansprachen zum Kirchenjahr. Auer, Donauwörth 1984, ISBN 3-403-01586-6.
- Die christliche Gesellschaftslehre. Ein Anliegen des Religionsunterrichts (= Kirche und Gesellschaft. Nummer 197). Bachem, Köln 1993, ISBN 3-7616-1212-5.
- Das Eigentliche ist so nah. Anregungen zu einer Spiritualität im Alltag. Herder, Freiburg im Breisgau/Basel/Wien 2013, ISBN 3-451-31072-4.